# مات والتون
مات والتون (بالإنجليزية: Matt Walton) هو ممثل أمريكي، ولد في 24 أغسطس 1973 في الولايات المتحدة.

## أعمال

### أفلام
- (2008) يحرق بعد القراءة[4]
- (2016) وحش المال[5]

### مسلسلات
- ذا غود وايف
- قانون ونظام

## وصلات خارجية
- مات والتون على موقع IMDb (الإنجليزية)
- مات والتون على موقع ألو سيني (الفرنسية)
- مات والتون على موقع أول موفي (الإنجليزية)
- مات والتون على موقع قاعدة بيانات الفيلم (الإنجليزية)
- مات والتون على موقع كينوبويسك (الروسية)